# Галхия, Хабиб
Хабиб Галхия (14 мая 1941, Кайруан, протекторат Тунис — 25 декабря 2011, Сус, Тунис) — тунисский боксёр, бронзовый призёр Олимпийских игр в Токио (1964).
Начал свою спортивную карьеру в клубе Сахел.
На летних летних Играх в Токио (1964) завоевал бронзовую медаль в первом полусреднем весе, став первым в истории гражданином Туниса — призёром Олимпийских игр. Через четыре года в Мехико (1968) выступил неудачно, проиграв в первом же бою.